# Niels Wiwel
Niels Wiwel (født 7. marts 1855 i Hillerød, død 14. december 1914 i Hellerup) var en dansk maler, tegner og illustrator.
Niels Wiwel begyndte i lære som litograf. Uddannelsen som kunstmaler startet han på Christian Vilhelm Nielsens tegneskole, og fortsatte på Københavns Kunstakademi, der han fulgte undervisningen fra 1869 indtil han tog sin eksamen i 1873.

## Familie
Hans forældre var lærer og forfatter Niels Peter Wivel (1818-74) og hustru Ingeborg Jørgine Frederikke Middelthun (1822-56). Niels Wiwel blev 23. november 1888 borgerligt viet til Johanne Cathrine Christiane Givskov, (født 9.12.1862 i Horsens, død 15.2.1945 i Kbh.). Hun var datter af skovrider Christian Henrik Karl Givskov (1823-62) og fru Emma Marie Olsen (1827-1904). – Bror til H. G.w.

## Virke
Efter afsluttede studier ved akademiet rejste Wiwel i en årrække omkring i Tyskland for fortsat at søge uddannelse inden for både reproduktionsteknikkerne og på billedkunstens område. Han opholdt sig længst blandt kunstnerkredsen i Düsseldorf. I 1879-80 gik han imidlertid på Bonnats skole i Paris.
Wiwel yndede at male genrescener af udpræget anekdotisk tilsnit, ligesom han i stort tal udførte satiriske tegninger for tidens illustrerede ugeblade (Jensen 1907:452-460 og Knudsen et al. 1946:79-83). Han leverede også opsigtsvækkende fine illustrationer til Johan Herman Wessels Kierlighed uden Strømper (1885) i ny-rokokostil, digtet «Herremanden» (1894), og endelig i Wessels Samlede Digte (1895), med morsomme initialer og meget fornøjelige situationsbilleder (Østby:171-174). Specielt i 1890erne leverede han en række bogillustrationer, navnlig til en serie norske folkeeventyr af Peter Christen Asbjørnsen og Jørgen Moe, men bare én af dem blev publiceret; «Manden som skulde stelle hjemme». De øvrige manuscriptsidene blev bare liggende. I 2008 udgav det norske Asbjørnsenselskapet en bog, Fire Eventyr, med Wiwels originalfaksimiler til No. 2 Gutten som gik til Nordenvinden og krævede Melet igjen, No. 3 Manden som skulde stelle hjemme, No. 4 Gutten og Fanden, og No. 5 Skipperen og Gamle-Erik. No. 1 er altså ukendt, og det vides heller ikke om Wiwel kan ha suppleret med flere slige tegninger til Asbjørnsen og Moes norske eventyr.
Han bevægede sig kunstnerisk mere i retning mod symbolismen. I årene 1898 til 1904 arbejdede han ved den Tilgmannske reproduktionsanstalt i Helsingfors, og i denne periode udstillede han også sine billeder i Finland.
Fra 1904 til sin død boede han i København.
Sønnen Curt Rembrandt Wivel døde 6. september 1893, kun tre måneder gammel; Wivel og hustru boede på det tidspunkt i Frederik VII´s Gade på Nørrebro (Skt. Stefans Sogn).

## I offentlige samlinger
- «Julegave til Sørensen og Skrøder» med træsnit, 1878, findes i Kobberstiksamlingen. Ligeledes findes der nogle fine eksempler på hans grafik, blandt andet to raderinger af danske slotte fra 1900.
- Kunstmuseet i Maribo ejer et portræt han laget af biskop D. G. Monrad.

## Ikonografi
Malede selvportræt 1882 og 1891.